# For the Children
For the Children – trzecim singel promujący dwunasty album Body to Body niemieckiego zespołu Blue System. Został wydany 9 września 1996 roku przez wytwórnię Hansa International. Piosenka napisana została na 50-lecie UNICEF. „If I Can’t Have Your Love” to „For the Children” z nowym tekstem, dedykowanym pierwszej żonie i matce trójki dzieci Dietera Bohlena – Erice.

## Lista utworów
CD (Hansa 74321-41863-2) (BMG) 09.09.1996
| Nr | Tytuł                                 | Długość |
| -- | ------------------------------------- | ------- |
| 1. | For the Children (Unicef Single)      | 3:58    |
| 2. | For the Children (Blue System Single) | 3:58    |
| 3. | If I Can’t Have Your Love             | 3:58    |
| 4. | Can This Be Love                      | 4:13    |

## Lista przebojów (1996)
| Państwo | Najwyższe miejsce |
| ------- | ----------------- |
| Niemcy  | 67                |

## Autorzy
- Muzyka: Dieter Bohlen
- Autor Tekstów: Dieter Bohlen
- Wokalista: Dieter Bohlen i chór „Children United”
- Producent: Dieter Bohlen
- Aranżacja: Dieter Bohlen